# Войвож (приток Ямщиков-Содмеса)
Войвож (устар. Вой-Вож) — река в России, протекает по Республике Коми. Является правой составляющей реки Ямщиков-Содмес. Устье реки находится в 41 км по правому берегу реки Ямщиков-Содмес. Длина реки составляет 41 км.

## Данные водного реестра
По данным государственного водного реестра России относится к Двинско-Печорскому бассейновому округу, водохозяйственный участок реки — Вычегда от города Сыктывкар и до устья, речной подбассейн реки — Вычегда. Речной бассейн реки — Северная Двина.
Код объекта в государственном водном реестре — 03020200212103000020954.